# Asesinato de Ángel Gahona
Ángel Eduardo Gahona López (Managua, Nicaragua, 14 de enero de 1976-Bluefields, Nicaragua, 21 de abril de 2018) fue un periodista, reportero y camarógrafo nicaragüense, asesinado mientras cubría en directo, y a través del Facebook Live del Noticiero El Meridiano, las protestas en Nicaragua de 2018 contra el presidente Daniel Ortega. El hecho tuvo gran cobertura en medios y conmocionó su país natal.

## Biografía
Hijo de dos pastores de la Asamblea de Dios, durante un tiempo vivió en Venezuela, donde aprendió a usar las cámaras. Cursó estudios universitarios de comunicación social en la URACCAN y se mudó a la ciudad nicaragüense de Bluefields.
Años después, se unió a la directiva del Noticiero El Meridiano y Meridiano Radio junto con su esposa, la periodista Migueliuth Sandoval (Gahona, como reportero, y Sandoval, como presentadora). El programa era emitido de lunes a viernes a las 6 y a las 18 en el Canal 5 de su país natal y en la Radio Jerusalén 106.5 FM., dirigida por Ángel. Además, asumió ser el corresponsal temporal del Canal 6 de Nicaragua, para la región sur del Caribe del país.
Llevaba 14 años casado y era padre de dos hijos.

## Asesinato
En Nicaragua, una serie de manifestaciones se iniciaron el 18 de abril de 2018 por reformas al sistema de seguro social, protestas que se intensificaron por la represión gubernamental que dejó un saldo de entre 300-350 muertes y más de 1200 heridos estudiantes, periodistas, campesinos y opositores al gobierno, además de policías.
Las protestas comenzaron en contra de las reformas del Instituto Nicaragüense de Seguridad Social (INSS) impuestas por decreto del presidente Daniel Ortega, en las que los empleados pasarán de dar al seguro del 6,25 % al 7 % de su salario, los empleadores pasarán de pagar del 19 % al 22,5 % de los salarios de sus trabajadores, y los jubilados ahora tendrán que contribuir con el 5 % del monto que reciben como pensión de retiro. Según el gobierno, estas reformas tienen el fin de sanear las finanzas del seguro social que, según datos del Banco Central de Nicaragua, tiene déficit desde hace años. La decisión fue tomada por el gobierno sin el respaldo de la empresa privada, que ha rechazado estas medidas al considerar que no garantizan una sostenibilidad a largo plazo de las finanzas del seguro social y decidió presentar un recurso de amparo para revertirla. Las manifestaciones han sido contrarrestadas en las calles tanto por policías como por fuerzas irregulares. El gobierno convocó a sus simpatizantes a manifestarse en Managua. Las protestas se mantuvieron en las principales universidades.
En la noche del 21 de abril, Gahona cubría en vivo a través de las redes sociales del Noticiero El Meridiano, los acontecimientos que suscitaban en el complejo judicial de la ciudad de Bluefields, cuando fue impactado por un arma de fuego, mientras transmitía el enfrentamiento entre antimotines y ciudadanos y daba a conocer los daños causados por las turbas. Pereció minutos después, cuando era trasladado al hospital.

### Entierro
Ángel fue sepultado el lunes 23 de abril de 2018, en la ciudad de Bluefields. En el acto, llamaron al cese de la violencia y la pronta captura del asesino. Su hermano, Juan Gahona, pidió el esclarecimiento del suceso y la investigación pertinente.

## Detenciones e investigación
El 8 de mayo de 2018, la Fiscalía de Nicaragua comunicó la captura de Brandon Cristopher Lovo Taylor, de 18 años y Glen Abraham Slate, de 20, acusados de ser los «posibles culpables» del asesinato. Al terminar la audiencia inicial, el juez sexto de distrito Managua, Henry Morales, dictó prisión preventiva para ambos y se programó una audiencia preliminar para el 18 de mayo a las 9 a. m. En el comunicado se expresó que uno de los autores utilizó un arma de fuego de tipo artesanal, el cual asesinó al reportero e hirió a un oficial de la Policía Nacional, Carlos Anselmo Rodríguez.
La familia de Gahona notificó su desacuerdo, acusó al gobierno de encubrir los hechos y mostró inconsistencias en el caso. El padre de la víctima, expresó que cerca de su hijo asesinado solo se encontraban oficiales de la Policía Nacional de Nicaragua. Semanas más tarde, su esposa Migueliuth integró la delegación que viajó a Washington a propósito de la Asamblea General de la Organización de Estados Americanos (OEA), donde exigió «justicia» sobre el caso de su marido asesinado ante el Grupo Interdisciplinario de Expertos Independientes (GIEI Nicaragua), que conforma la Comisión Interamericana de Derechos Humanos (CIDH). Ella afirma que a Gahona lo asesinó la policía de Nicaragua. Medios de opinión nicaragüenses han informado las incongruencias en las investigaciones hechas por el gobierno.
Para mitad de junio de 2018, se realizaron varias manifestaciones por parte de los pobladores de Bluefields, en pos de exigir un esclarecimiento sobre la muerte de Gahona y convocaron a un pequeño plantón frente a los Juzgados de Managua, con muchachos del Movimiento Estudiantil 19 de Abril, quienes apoyaron la causa.
A principios de junio, los defensores de los acusados apelaron el caso, ante el Tribunal de Apelaciones de Managua (TAM). Los abogados, entre ellos Amy García, alegaron ante magistrados del TAM que juez violentó los derechos de los acusados y del debido proceso que cobija a los reos en el asesinato del reportero Ángel Gahona. Las defensas expusieron, que el juez Morales quebró el debido proceso, al resolver el 14 de mayo, dar lugar al anticipo de pruebas, con la declaración de cinco testigos de la Fiscalía, que expusieron antes del juicio. Argumentaron al TAM que para que se diera el anticipo de pruebas de los testigos, la Fiscalía debía demostrar ante el juez Morales que los testigos estaban en inminente riesgo de morir por amenaza de muerte, o que estos no tuviesen arraigo en el país. García señaló que la Fiscalía no demostró eso ante el juez, porque los testigos al ser consultados por el judicial si habían sido amenazados de muerte, respondieron que no.
Más tarde se dieron a conocer denuncias de que los testigos habían sido presionados a declarar contra los acusados.
Por último, en agosto de 2018, la fiscalía nicaragüense dictaminó culpables a los acusados del asesinato de Ángel Gahona, el ciudadano Brandon Christopher Lovo Teyler a 23 años y seis meses de prisión, mientras que a Glen Abraham Slate a 12 años y seis meses de cárcel. Aunque familiares de la víctima, entre ellos el padre de Gahona menciona que los asesinos son otros.

## Reacciones
- El Canal 6 confirmó a través de sus redes sociales la muerte del periodista y envió sus condolencias.[40]
- La periodista Ileana Lacayo Ortiz, del canal 100% Noticias, afirmó en declaraciones que recogió el diario nicaragüense La Prensa, que fue un francotirador quien asesinó a Gahona, debido a que los únicos que cargaban armas eran los policías y antimotines.[41]
- Wilfredo Miranda, periodista del medio Confidencial, escribió en Twitter: «Este es el colega Ángel Gahona. Su muerte quedó grabada en el Facebook Live que realizaba. Transmitía el enfrentamiento entre policías y ciudadanos de Bluefields. Antes de ser impactado, dijo: 'Viene la Policía, vamos a buscar dónde refugiarnos'. Se cruza la calle y cae».[42]
- El Programa Venezolano de Educación-Acción en Derechos Humanos (PROVEA) lamentó la muerte del periodista Ángel Gahona, mientras transmitía en vivo las manifestaciones, y exigió al gobierno de ese país detener la represión a las protestas y garantizar que los responsables de las muertes ocasionadas en las protestas sean procesados ante la Justicia.[43]
- La vicealcaldesa de Bluefields, Karla Martin, condenó a través del portal oficialista El 19 Digital que "grupos criminales de la derecha vandálica, llenos de odio y saña, asesinaron al periodista Gahona" y mencionó la labor del reportero en la zona.[2]
- El Sindicato Nacional de Trabajadores de la Prensa (SNTP) condenó el asesinato del periodista y reportero nicaragüense. José Beato, secretario general del SNTP y miembro del Comité Ejecutivo de la Federación de Periodistas de América Latina y el Caribe (FEPALC), hizo un llamado de alerta a los gremios de la comunicación y las organizaciones defensoras de derechos fundamentales, ante la ola creciente de asesinatos de trabajadores de la prensa en ejercicios que se han venido escenificando en los últimos meses.[4]
- La Sociedad Interamericana de Prensa (SIP) y la Asociación Internacional de Radiodifusión (AIR). Gustavo Mohme, presidente de la SIP y director del diario peruano La República, manifestó su consternación y condolencias por este hecho de violencia.[44] Responsabilizó a las autoridades por la represión de las fuerzas de seguridad en contra de los manifestantes y pidió investigar este homicidio. El presidente de la Comisión de Libertad de Prensa e Información, Roberto Rock, señaló que la SIP ha denunciado en diferentes ocasiones el autoritarismo y las restricciones a la libertad de expresión que impone el gobierno de Ortega.[45]
- La Comisión Interamericana de Derechos Humanos (CIDH)[46] y la ONU pidieron el cese a las muertes provocadas en el contexto de las protestas en Nicaragua, entre ellas la del periodista Gahona.[47]